# Бил, Саймон Расселл
Сэр Са́ймон Ра́сселл Бил (англ. Simon Russell Beale, род. 12 января 1961) — британский актёр.

## Биография
Бил родился в малайском городе Пенанге, где его отец Питер Бил служил военным медиком, а мать Джулия Райт также работала врачом. В 14 лет он впервые вышел на сцену в роли Дездемоны в постановке школьного театра «Редгрейв» клифтонского колледжа. Бил учился в Кембриджском университете. 
Бил наиболее известен как театральный актёр и исполнитель ролей в шекспировских пьесах. Газета The Independent назвала его «величайшим театральным актёром своего поколения».
В 2011 году Бил сыграл роль Иосифа Сталина в пьесе «Соавторы» шотландского киносценариста и драматурга Джона Ходжа в Королевском национальном театре, эта постановка получила премию Лоренса Оливье
В 2003 году Бил был удостоен звания командора Ордена Британской империи. Бил трижды получал премию Лоренса Оливье: в 1996 году как лучший актёр второго плана за роль в бенджонсоновской комедии «Вольпоне, или Лис». В 2000 году получил премию Оливье как лучший актёр мюзикла за роль Панглосса в постановке мюзикла Леонарда Бернстайна «Кандид», а в 2003 году уже как драматический актёр — за заглавную роль в чеховской пьесе «Дядя Ваня». В 2013 году получил премию BAFTA TV в номинации «Лучшая мужская роль второго плана» за исполнение роли Фальстафа в мини-сериале, поставленном Би-би-си по шекспировским пьесам.

## Фильмография
| Год       |     | Русское название                | Оригинальное название                     | Роль                 |
| --------- | --- | ------------------------------- | ----------------------------------------- | -------------------- |
| 1985      | тф  | Время и семья Конвей            | Time and the Conways                      | гость на вечеринке   |
| 1988      | с   | Очень специфичная практика      | A Very Peculiar Practice                  | Марк Стиббс          |
| 1992      | ф   | Орландо                         | Orlando                                   | граф Морей           |
| 1992      | с   | —                               | Downtown Lagos                            | Херон                |
| 1993      | с   | —                               | The Mushroom Picker                       | Энтони               |
| 1995      | ф   | Доводы рассудка                 | Persuasion                                | Чарльз Масгроув      |
| 1996      | ф   | Гамлет                          | Hamlet                                    | второй могильщик     |
| 1997      | с   | Танец музыки времени            | A Dance to the Music of Time              | Уидмерпул            |
| 1997      | тф  | —                               | The Temptation of Franz Schubert          | Франц Шуберт         |
| 1998      | с   | —                               | Bookmark                                  | чтец                 |
| 1999      | тф  | Алиса в стране чудес            | Alice in Wonderland                       | король червей Седрик |
| 1999      | ф   | Идеальный муж                   | An Ideal Husband                          | сэр Эдвард           |
| 1999      | кор | Чёрная Гадюка: взад и вперёд    | Blackadder: Back & Forth                  | Наполеон             |
| 2002      | ф   | Город проклятых                 | The Gathering                             | Люк Фрейзер          |
| 2003      | тф  | А вот и гости!                  | The Young Visiters                        | принц Уэльский       |
| 2004      | с   | Дюнкерк                         | Dunkirk                                   | Уинстон Черчилль     |
| 2006      | с   | Американское приключение        | The American Experience                   | президент Джон Адамс |
| 2010      | ф   | —                               | National Theatre Live: London Assurance   | сэр Харкорт Кортли   |
| 2010—2011 | с   | Призраки                        | Spooks                                    | Уильям Тауэрс        |
| 1999      | тф  | Алиса в стране чудес            | Alice’s Adventures in Wonderland          | Герцогиня            |
| 2011      | ф   | Глубокое синее море             | The Deep Blue Sea                         | сэр Уильям Коллиер   |
| 2011      | ф   | 7 дней и ночей с Мэрилин        | My Week with Marilyn                      | Котес-Приди          |
| 2011      | ф   | —                               | National Theatre Live: Collaborators      | Иосиф Сталин         |
| 2012      | с   | —                               | Simon Schama’s Shakespeare                | н/д                  |
| 2012      | с   | Пустая корона                   | The Hollow Crown                          | Фальстаф             |
| 2012      | ф   | —                               | National Theatre Live: Timon of Athens    | Тимон                |
| 2013      | тф  | —                               | National Theatre Live: 50 Years on Stage  | Гамлет               |
| 2013      | тф  | Наследство                      | Legacy                                    | Хуки                 |
| 2014      | ф   | Король Лир                      | National Theatre Live: King Lear          | король Лир           |
| 2014      | ф   | Чем дальше в лес…               | Into the Woods                            | отец пекаря          |
| 2014—2016 | с   | Страшные сказки                 | Penny Dreadful                            | Фердинанд Лайл       |
| 2016      | ф   | Шекспир жив                     | Shakespeare Live! From the RSC            | Ричард II            |
| 2016      | ф   | Тарзан. Легенда                 | Tarzan                                    | мистер Фрам          |
| 2017      | ф   | RSC: Буря                       | Royal Shakespeare Company: The Tempest    | Просперо             |
| 2017      | ф   | Моя кузина Рейчел               | My Cousin Rachel                          | тренер               |
| 2017      | ф   | Смерть Сталина                  | The Death of Stalin                       | Лаврентий Берия      |
| 2018      | ф   | Музей                           | Museo                                     | Фрэнк Грейвс         |
| 2018      | ф   | Операция «Финал»                | Operation Finale                          | Давид Бен-Гурион     |
| 2018      | с   | Ярмарка тщеславия               | Vanity Fair                               | мистер Джон Седли    |
| 2018      | ф   | Две королевы                    | Mary Queen of Scots                       | Роберт Бил           |
| 2019      | ф   | Трагедия короля Ричарда Второго | The Tragedy of King Richard the Second    | Ричард II            |
| 2019      | кор | —                               | Ambition                                  | н/д                  |
| 2019      | ф   | Трилогия братьев Леман          | National Theatre Live: The Lehman Trilogy | Генри Леман          |
| 2019      | ф   | Опасный элемент                 | Radioactive                               | Габриэль Липпман     |
| 2020      | ф   | Рождественская песнь            | A Christmas Carol                         | Скрудж               |
| 2021      | ф   | Благословление                  | Benediction                               | Робби Росс           |
| 2021      | ф   | Операция «Мясной фарш»          | Operation Mincemeat                       | Уинстон Черчилль     |
| 2022      | ф   | Костюм                          | The Outfit                                | Рой Бойл             |
| 2024      | с   | Дом Дракона                     | House of the Dragon                       | Сир Саймон Стронг    |

## Работы в театре
| Год       | Русское название                 | Оригинальное название                  | Роль                       | Площадка                                              |
| --------- | -------------------------------- | -------------------------------------- | -------------------------- | ----------------------------------------------------- |
| 1991      | Чайка                            | The Seagull                            | Константин Треплев         | Королевская шекспировская труппа, Стратфорд-на-Эйвоне |
| 1991      | Чайка                            | The Seagull                            | Константин Треплев         | Королевский Шекспировский театр, Стратфорд-на-Эйвоне  |
| 1994      | Буря                             | The Tempest                            | Ариэль                     | Стратфорд, Англия                                     |
| 1995      | Герцогиня Мальфи                 | The Duchess of Malfi                   | актёр                      | Гринвич и Вест-Энд                                    |
| 1995      | Вольпоне, или Лис                | Volpone                                | Моска                      | Королевский национальный театр, Лондон                |
| 1996      | Розенкранц и Гильденстерн мертвы | Rosencrantz and Guildenstern Are Dead  | актёр                      | Королевский национальный театр, Лондон                |
| 1997—1998 | Отелло                           | Othello                                | Яго                        | Королевский национальный театр, Лондон                |
| 1999      | —                                | Money                                  | Альфред Эвелин             | Королевский национальный театр, Лондон                |
| 1999—2000 | —                                | Battle Royal                           | актёр                      | Королевский национальный театр, Лондон                |
| 2001      | Гамлет                           | Hamlet                                 | Гамлет                     | Бруклинская музыкальная академия, Нью-Йорк            |
| 2001      | Скромный мальчик                 | Humble Boy                             | актёр                      | Королевский национальный театр, Лондон                |
| 2002      | Дядя Ваня                        | Uncle Vanya                            | дядя Ваня                  | Donmar Warehouse, Лондон                              |
| 2002      | Дядя Ваня                        | Uncle Vanya                            | дядя Ваня                  | Бруклинская музыкальная академия, Нью-Йорк            |
| 2002      | Двенадцатая ночь                 | Twelfth Night                          | Мальволио                  | Donmar Warehouse, Лондон                              |
| 2004      | Прыгуны                          | Jumpers                                | Джордж                     | театр Брукс Аткинсон, Бродвей                         |
| 2005      | Спамалот                         | Spamalot                               | король Артур               | театр Шуберт, Бродвей                                 |
| 2010      | Лондонская гарантия              | London Assurance                       | сэр Харкорт Кортли         | Королевский национальный театр, Лондон                |
| 2011      | Соавторы                         | Collaborators                          | Иосиф Сталин               | Королевский национальный театр, Лондон                |
| 2012      | Тимон Афинский                   | Timon of Athens                        | Тимон Афинский             | Королевский национальный театр, Лондон                |
| 2012—2013 | Рядовые на параде                | Privates on Parade                     | капитан Терри Деннис       | Noël Coward Theatre, Вест-Энд                         |
| 2015      | Храм                             | Temple                                 | декан                      | Donmar Warehouse, Лондон                              |
| 2015      | —                                | Mr. Foote’s Other Leg                  | Сэмюел Фут                 | Hampstead Theatre, Лондон                             |
| 2019      | Трагедия короля Ричарда Второго  | The Tragedy of King Richard the Second | Ричард II                  | театр Алмейда, Лондон                                 |
| 2019—2020 | Трилогия братьев Леман           | The Lehman Trilogy                     | Генри Леман / Филлип Леман | Королевский национальный театр, Лондон                |
| 2019—2020 | Трилогия братьев Леман           | The Lehman Trilogy                     | Генри Леман / Филлип Леман | Piccadilly Theatre, Лондон                            |
| 2021      | Трилогия братьев Леман           | The Lehman Trilogy                     | Генри Леман / Филлип Леман | театр Голландец, Бродвей                              |

## Награды и номинации
| Награда               | Год       | Категория                          | Название работы                                                   | Результат |
| --------------------- | --------- | ---------------------------------- | ----------------------------------------------------------------- | --------- |
| BAFTA TV              | 1998      | Лучшая мужская роль                | Танец музыки времени                                              | Победа    |
| BAFTA TV              | 2013      | Лучшая мужская роль второго плана  | Пустая корона                                                     | Победа    |
| Премия Лоренса Оливье | 1989—1990 | Лучшая роль второго плана          | Раб моды / Реставрация / Игра с поездами / Американцы за границей | Номинация |
| Премия Лоренса Оливье | 1996      | Лучшая роль второго плана          | Вольпоне, или Лис                                                 | Победа    |
| Премия Лоренса Оливье | 1992      | Лучшая мужская роль второго плана  | Троил и Крессида                                                  | Номинация |
| Премия Лоренса Оливье | 1995      | Лучшая мужская роль второго плана  | Буря                                                              | Номинация |
| Премия Лоренса Оливье | 1998      | Лучшая роль                        | Отелло                                                            | Номинация |
| Премия Лоренса Оливье | 2001      | Лучшая роль                        | Гамлет                                                            | Номинация |
| Премия Лоренса Оливье | 2002      | Лучшая роль                        | Скромный мальчик                                                  | Номинация |
| Премия Лоренса Оливье | 2003      | Лучшая роль                        | Дядя Ваня                                                         | Победа    |
| Премия Лоренса Оливье | 2019      | Лучшая роль                        | Трилогия братьев Леман                                            | Номинация |
| Премия Лоренса Оливье | 2000      | Лучшая роль мужская роль в мюзикле | Кандид                                                            | Победа    |
| Тони                  | 1998      | Лучшая мужская роль в пьесе        | Прыгуны                                                           | Номинация |
| Тони                  | 2022      | Лучшая мужская роль в пьесе        | Трилогия братьев Леман                                            | Победа    |